# Takamura Kōun
Takamura Kōun est un nom japonais traditionnel ; le nom de famille (ou le nom d'école), Takamura, précède donc le prénom (ou le nom d'artiste).
Takamura Kōun (高村 光雲) (8 mars 1852 – 10 octobre 1934) est un sculpteur japonais.
Il a créé la statue de bronze de Saigō Takamori, achevée en 1898 qui se tient dans le parc d'Ueno à Tokyo, ainsi que la statue équestre du samouraï Kusunoki Masashige dressée devant le palais impérial de Tokyo.
Il est le père du poète et sculpteur Kōtarō Takamura.